# Kognitive Religionswissenschaft
Die kognitive Religionswissenschaft ist ein interdisziplinäres Forschungsgebiet, das die Religion aus kognitionswissenschaftlicher Sicht untersucht. Sie sucht zu klären, warum religiöse Denkweisen und Handlungen universell verbreitet sind, und warum religiöse Phänomene charakteristische Merkmale aufweisen.
Die kognitive Religionswissenschaft entstand 1975 aus einem Forschungsförderungsprogramm der Alfred P. Sloan Foundation, die jahrelang Geld bereitstellte, um die Zusammenführung theoretischer Ansätze in der Künstlichen Intelligenz, der Psychologie, den Neurowissenschaften, der Linguistik, der Ethnologie und der Philosophie zu unterstützen.
Bedeutende Forschungszentren der kognitiven Religionswissenschaft sind das Institute of Cognition and Culture der Queen’s University of Belfast, die Abteilung Religion, Cognition and Culture der Universität Aarhus sowie das Helsinki Collegium for Advanced Studies der Universität Helsinki.